# Loxosceles guatemala
Loxosceles guatemala là một loài nhện trong họ Sicariidae.
Loài này thuộc chi Loxosceles. Loxosceles guatemala được miêu tả năm 1973 bởi Gertsch.